# Instax Mini 11
Instax Mini 11 (stilizzato instax mini 11) è una fotocamera istantanea analogica, prodotta dalla Instax e commercializzata a partire dal 2020.

## Caratteristiche
Successore della Instax Mini 9, ha un look moderno e rispetto a quest'ultima è più compatta e leggera. La fotocamera è disponibile in cinque colori pastello (rosa, grigio scuro, lilla, celeste e bianco).
La Instax Mini 11, alimentata con due pile stilo, monta un obiettivo fisso con lente in vetro da 60 mm a esposizione automatica; la velocità di esposizione varia da ½ s a 1/250 s. Sono disponibili tre modalità, automatica, selfie (usando lo specchietto posto sull'obiettivo) e macro.